# Hidrobàtids

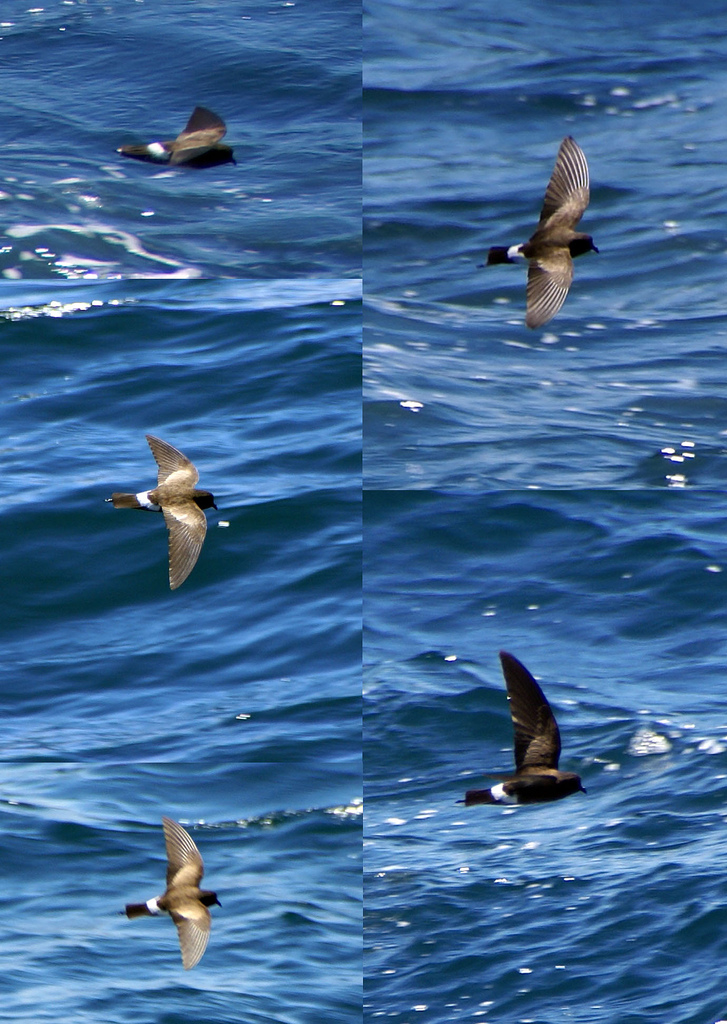
Oceanites gracilis

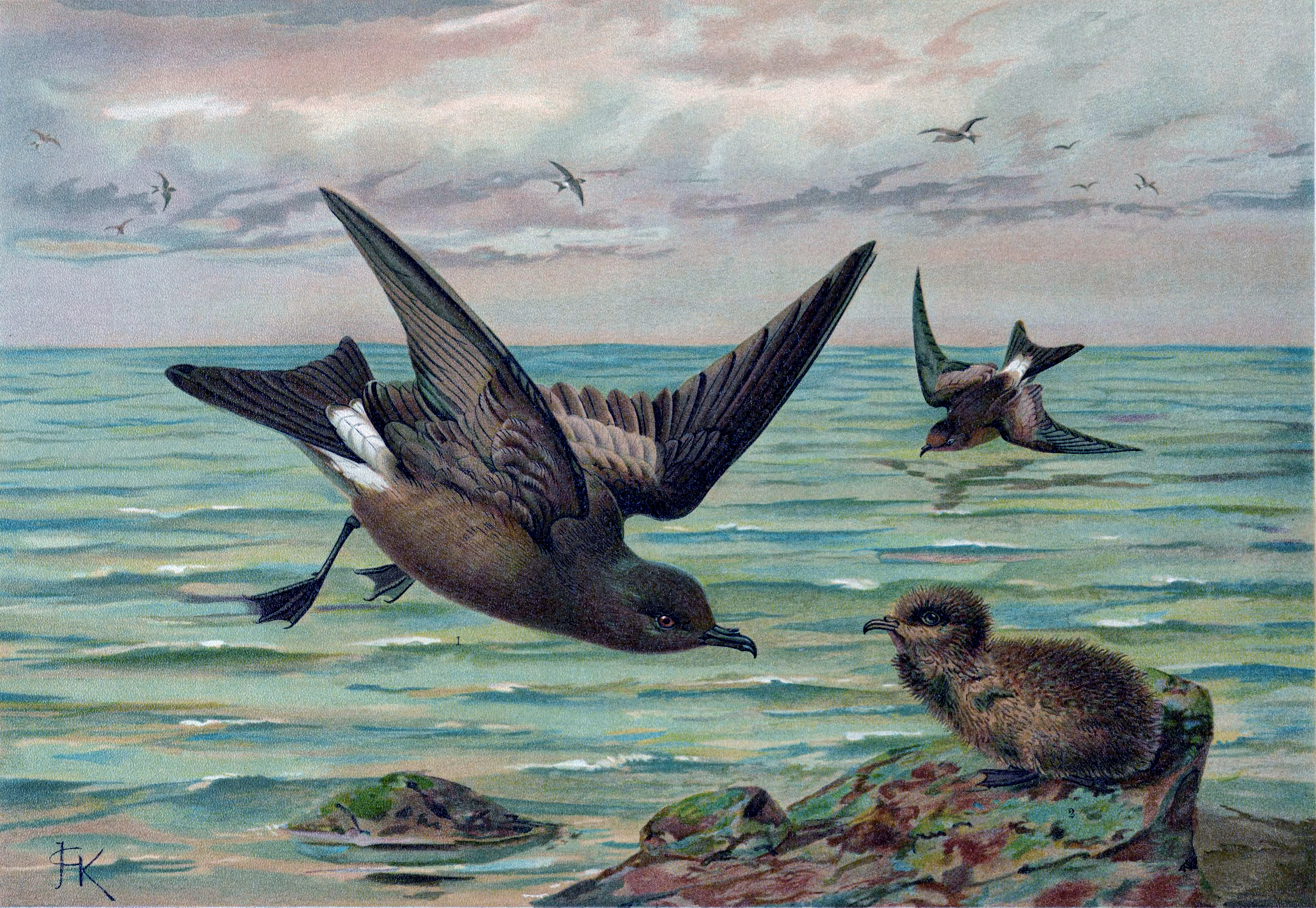
Il·lustració dOceanodroma leucorhoa.

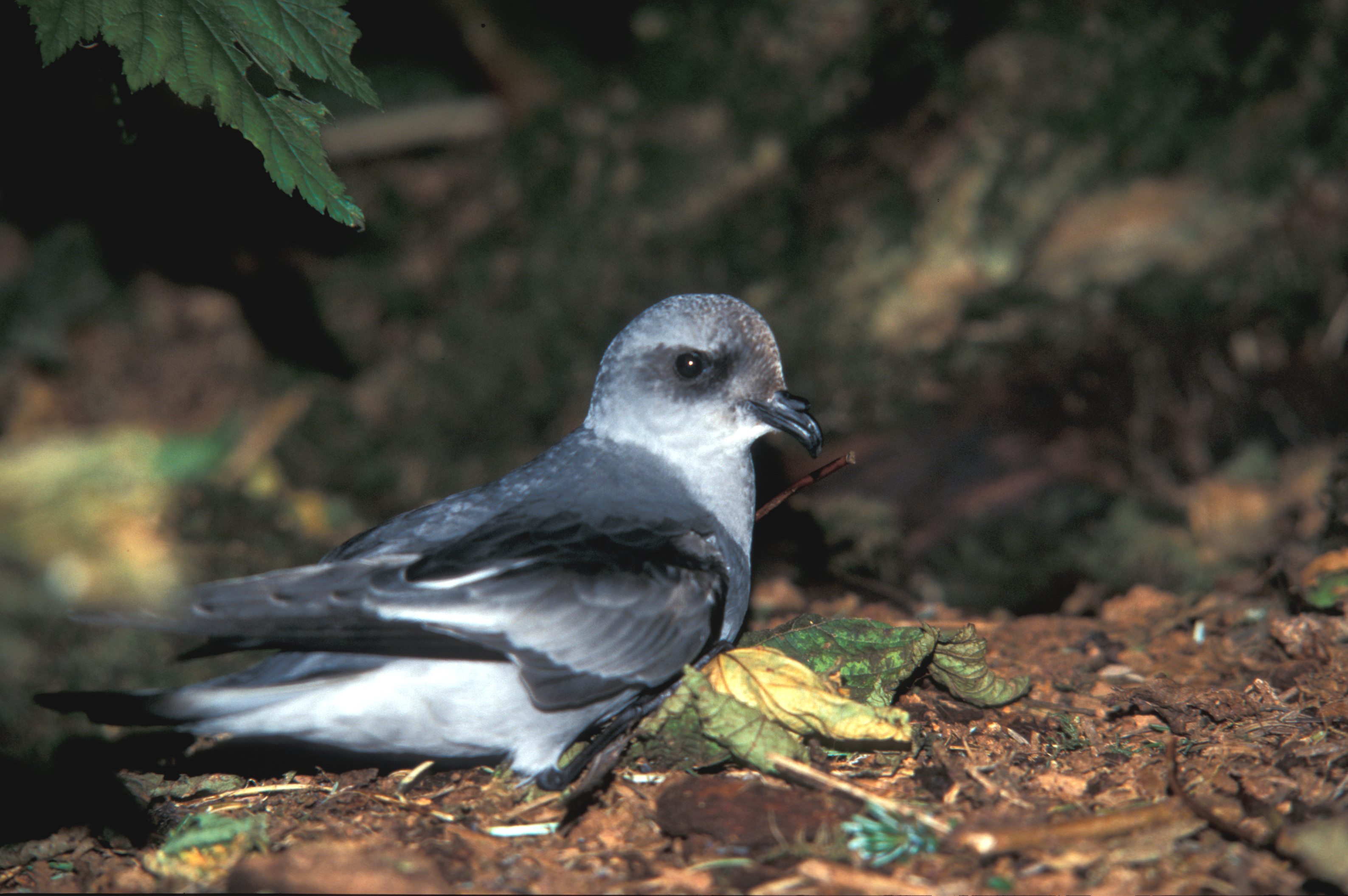
Oceanodroma furcata

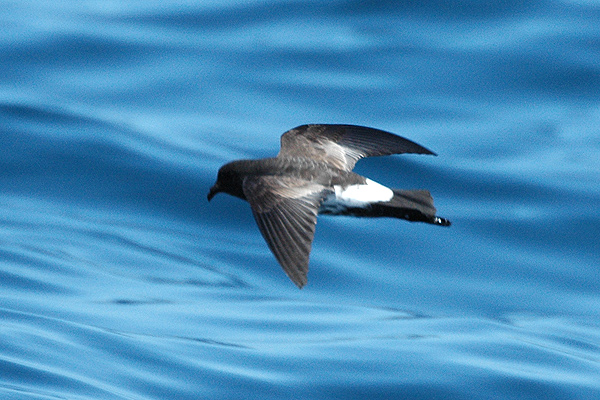
Oceanites maorianus

Els hidrobàtids (Hidrobatidae) són una família d'ocells de l'ordre dels procel·lariformes que comprèn set gèneres vivents, dividits en divuit espècies. A la Mediterrània en són representants l'ocell de tempesta, el petrell oceànic i el petrell cuaforcat.

## Morfologia
- Dimensions petites
- Plomatge fosc.
- Els conductes nasals són soldats en un tub únic, amb septe, i a la vora posterior de l'estern sense escotadures.
- No presenten dimorfisme sexual.

## Alimentació
Mengen crustacis planctònics i peixets que atrapen a la superfície del mar.

## Hàbitat
Viuen a alta mar i només tornen a terra per criar.

## Distribució geogràfica
Són cosmopolites i es troben a tots els oceans de la Terra. Les espècies de la subfamília Oceanitinae acostumen a viure a l'hemisferi sud i les de la subfamília Hydrobatinae a l'hemisferi nord.

## Costums
Són d'hàbits nocturns, sobretot a l'època de cria, pelàgics i volen rasant l'aigua. També són monògams.

## Conservació
Les principals amenaces per a aquests ocells són la introducció d'espècies alienes als seus ecosistemes (en especial mamífers, com ara cabres, rates, porcs i gats assilvestrats) que depreden els ous i els pollets de llurs colònies de cria o alteren el seu hàbitat. Així mateix, algunes espècies d'aquesta família estan amenaçades d'extinció per les activitats humanes.

## Taxonomia
| Subfamília   | Nom comú                       | Nom científic            | Estat actual |
| ------------ | ------------------------------ | ------------------------ | ------------ |
| Oceanitinae  | Petrell oceànic                | Oceanites oceanicus      | Existent     |
| Oceanitinae  |                                | Oceanites maorianus      | Existent     |
| Oceanitinae  |                                | Oceanites gracilis       | Existent     |
| Oceanitinae  |                                | Oceanites zalascarthmus  | Extint       |
| Oceanitinae  |                                | Garrodia nereis          | Existent     |
| Oceanitinae  | Petrell carablanc              | Pelagodroma marina       | Existent     |
| Oceanitinae  |                                | Fregetta tropica         | Existent     |
| Oceanitinae  |                                | Fregetta grallaria       | Existent     |
| Oceanitinae  |                                | Nesofregetta fuliginosa  | Existent     |
| Hydrobatinae | Ocell de tempesta              | Hydrobates pelagicus     | Existent     |
| Hydrobatinae |                                | Oceanodroma leucorhoa    | Existent     |
| Hydrobatinae |                                | Oceanodroma matsudairae  | Existent     |
| Hydrobatinae |                                | Oceanodroma microsoma    | Existent     |
| Hydrobatinae |                                | Oceanodroma tethys       | Existent     |
| Hydrobatinae | Petrell de tempesta de Madeira | Oceanodroma castro       | Existent     |
| Hydrobatinae | Petrell de Swinhoe             | Oceanodroma monorhis     | Existent     |
| Hydrobatinae |                                | Oceanodroma macrodactyla | Extint       |
| Hydrobatinae |                                | Oceanodroma tristrami    | Existent     |
| Hydrobatinae |                                | Oceanodroma markhami     | Existent     |
| Hydrobatinae |                                | Oceanodroma melania      | Existent     |
| Hydrobatinae |                                | Oceanodroma homochroa    | Existent     |
| Hydrobatinae |                                | Oceanodroma hornbyi      | Existent     |
| Hydrobatinae |                                | Oceanodroma furcata      | Existent     |
| Hydrobatinae |                                | Oceanodroma hubbsi       | Extint       |

Modernament ambdues subfamílies han passat a ser considerades famílies diferents arran treballs com Nunn et Stanley 1998 o Penhallurick et Wink 2004